# Goumiers algériens en Belgique
Pour plus de détails, voir Fiche technique et Distribution.
Goumiers algériens en Belgique est un court métrage d’actualités d'Alfred Machin tourné en 1915.

## Synopsis
Pendant la Première Guerre mondiale, Machin, alors mobilisé, travaille pour la maison Pathé, sous-traitant au Service cinématographique des Armées.
Le cinéaste filme des goumiers algériens, des combattants à l’allure inhabituelle, arrivés avec des contingents français et issus de diverses tribus combattantes d'Algérie. Les goumiers étaient des cavaliers à l'allure fière et au visage à la peau mate, portant un turban blanc et armés d’un long et large fusil, porté à l’épaule par une bretelle.
On y trouve dans des moments de vie de ces conscrits qui profitent d'une période de repos qui se livrent à des danses traditionnelles, fusil en main et à d'impressionnantes charges à cheval dans les dunes et sur les plages, sabre au clair.

## Fiche technique
- Réalisation : Alfred Machin
- Photographie : Alfred Machin
- Société de production : Pathé Frères
- Pays : France
- Format : Noir et blanc - Muet
- Genre : Documentaire
- Date de sortie : 1915